# Qualità del manufatto edilizio
La qualità di un manufatto architettonico è considerata un valore aggiunto alla fattibilità, alla coerenza, al controllo e al coordinamento, sia del processo ideativo progettuale che dell'opera compiuta.
Il concetto di qualità nasce in ambito industriale con l'avvento della produzione seriale.
Tale nozione in un primo momento era legata alla verifica di conformità del prodotto al tipo.
Il manufatto edilizio, esito finale dell'articolato processo edilizio, rappresenta un prodotto certamente atipico se rapportato a quelli industriali, generato da procedimenti variabili nel tempo che rendono difficile la standardizzazione dell'opera finale.
La qualità dell'opera architettonica coinvolge, inoltre tutte le fasi del processo edilizio passando, quindi, dalla sua programmazione, al documento preliminare alla progettazione, al progetto preliminare, alla verifica dello stesso, all'elenco annuale, al progetto definitivo, al progetto esecutivo, alla sua validazione, alla costruzione, alla gestione del costruito, fino alla sua demolizione e dismissione.

## L'approccio integrato alla qualità
Il processo edilizio è costituito da una complessa rete di relazioni tra operatori diversi articolato in tre domini (domanda, produzione, uso e gestione). La visione classica proposta in letteratura è quella di un processo a cascata, di conseguenza gli strumenti di gestione, di cui quelli per la qualità rappresentano una particolare applicazione standardizzata ed intersettoriale, si sono prevalentemente sviluppati per consentirne uno sviluppo lineare. 
Il modificato scenario operativo realizzatosi con l'entrata della Cina nel WTO (World Trade Organisation - Organizzazione Mondiale del Commercio) nel 2001, ha fatto emergere nuove tendenze organizzative in atto anche nelle filiere nelle costruzioni, con l'attuazione di catene di fornitura globali. 
Questo fatto ha influito sulla organizzazione del processo edilizio, che si presenta oggi come una rete virtuale costituita da catene di fornitura interconnesse. La nuova struttura portata in campo dalla globalizzazione produttiva comporta una maggiore complessità nelle relazioni del processo edilizio e problematiche a carattere culturale e normativo connesse ai diversi livelli di qualità ritenuti accettabili Fornitori-Organizzazioni-Clienti globali. 
Di conseguenza, appare impossibile proporre una gestione dell'organizzazione tesa a garantire la qualità, come si proponeva nella versione degli standard ISO 9001-4 del 2000 Norme della serie ISO 9000 e ci orienta piuttosto verso modalità di gestione che rispondano ad un approccio integrato di qualità, salute e sicurezza, ambiente, responsabilità sociale (nuova versione delle ISO 2009 in corso di emissione e normative UN ILO - United Nation International Labour Organisation ). 
La qualità deve essere gestita in modo continuo nello sviluppo reticolare di tutto il processo, investendo ogni parte interessata della filiera, per qualsiasi aspetto di tipo organizzativo ed operativo, decisionale e di controllo.
Dalla ricerca emergono nuove ipotesi che basando l'intero processo su metodologie adeguate a tale scopo (ad esempio il PeBBD - Performance Based Building Design ) e strumentazioni capaci di abilitare la comunicazione e l'interoperabilità tra le parti interessate (ad esempio Ambienti Virtuali  che riferendosi a BIM - Building Information Modeling, come proposta dall'IAI - International Alliance for Interoperability , integrano le diverse dimensioni del progetto, della realizzazione e della gestione).

## I tre aspetti della qualità
Gli aspetti che concorrono congiuntamente a garantire la qualità dell'opera architettonica compiuta, sono:
- La qualità dei prodotti per edilizia
- La qualità del progetto edilizio
- La qualità del processo edilizio

## La qualità dei prodotti per l'edilizia
La qualità dei prodotti per l'edilizia, data la sua vicinanza con il settore manifatturiero e le spinte offerte dalle Direttive Europee, risulta sicuramente più avanzata rispetto alla qualità nella progettazione e nei processi produttivi.
La Direttiva CEE 89/106 sui prodotti da costruzione, recepita con il DPR 246/93, regola la fornitura di materiali e prodotti che entrano in modo stabile nelle opere edilizie definendo i criteri su cui si basa il controllo della qualità in edilizia, gli operatori del controllo, specificando ruoli e responsabilità dei vari attori, i requisiti essenziali e, i sistemi di certificazione dei prodotti.
Le diverse modalità di certificazione dei prodotti da costruzione sono strettamente legate a specifici protocolli di verifica della qualità, ossia richiedono una puntuale e preliminare individuazione dei metodi, tipi e tempi dei controlli di qualità.
I tipi di certificazione che seguono rappresentano le attestazioni previste dalla legge, menzionate in ordine decrescente rispetto al livello di qualità che rappresentano:
- Omologazione

Il prodotto è sottoposto ad una serie di controlli, obbligatori per legge, effettuati da un ente o istituto accreditato dagli Organi Statali.
Questo rappresenta il massimo livello di garanzia di qualità.
È richiesta necessariamente per tutti i componenti impiantistici.
- Certificazione di Conformità

Certificazione di tipo consensuale con riferimento alle specifiche tecniche capitolari.
I laboratori di prova eseguono un controllo a campione seguendo norme e procedure predefinite.
Eseguita su laterizi, calcestruzzi e quanto altro arrivi in cantiere senza certificato di omologazione.
- Certificato d'idoneità tecnica

È un giudizio tecnico sull'idoneità d'impiego di un determinato materiale a seguito di specifiche prove.
- Marcatura CE

Nato con lo spirito di definire livelli di qualità minimi comuni per favorire la libera circolazione di prodotti e merci, il marchio di qualità è un contrassegno rilasciato a seguito di una serie di attestazioni sul prodotto, non sempre significative, nel dimostrare un determinato livello di qualità.
- Autocertificazione

Certificato rilasciato dallo stesso produttore a seguito di una serie di controlli.
- Accreditamento

Certificato con validità Europea rilasciato da un ente accreditato.
Un Organismo Notificato (Istituto di Certificazione, Organismo d'Ispezione, Laboratorio di Prova) compie il controllo sulle procedure di fabbricazione del prodotto edilizio e rilascia la certificazione.
Tradizionalmente la qualità era considerata una caratteristica intrinseca del prodotto garantita dalla correttezza e dall'adeguatezza dei relativi processi di fabbricazione. Oggi tale nozione risulta notevolmente modificata e con essa il sistema di controllo sui prodotti.
La progettazione e la corretta installazione dei componenti e dei sistemi dell'edilizia rispetto alle loro qualità intrinseche e all'esecuzione delle lavorazioni di cantiere, ha assunto un'importanza sostanziale.
La qualità dei prodotti da costruzione è perseguita tanto attraverso i requisiti scelti ed imposti dal committente attraverso i documenti progettuali, che da quelli fissati de regolamenti e norme sulle caratteristiche proprie dei prodotti.

## La qualità del processo edilizio
Il processo edilizio rappresenta, secondo l'approccio della ISO 9001: 2000, uno dei punti cardine per attuare una gestione dei processi orientati alla qualità. 
Esso si configura come un iter decisionale a ciclo chiuso in cui si susseguono le operazioni d'ideazione, produzione e controllo. L'input di una fase diventa l'output della fase successiva.
Gli attori che prendono parte al processo edilizio sono i professionisti singoli o associati, i vari specialisti, i produttori, i fornitori, le imprese, la Pubblica Amministrazione, il committente, l'utente finale e, l'intera collettività. Il livello di qualità è dettato dalla capacità di gestire il passaggio d'informazione da una fase all'altra non solo senza perdite, disciplinando attraverso procedure operative le modalità di relazione tra le parti coinvolte nelle varie fasi ma, permettendo ad ogni collaboratore di poter partecipare attivamente alla produzione della qualità.
Affinché un processo di costruzione possa ritenersi efficace ed adeguato tale da poter pianificare, prevedere, gestire e controllare i risultati in termini di qualità del prodotto finale deve dotarsi di un sistema qualità. Questo modello è concepito con lo scopo di dare evidenza, tramite documentazione e visite ispettive di parte terza, della presenza di un impianto aziendale finalizzato al perseguimento dell'obiettivo qualità.
Il sistema qualità ha una struttura dinamica. La gestione delle risorse umane, delle conoscenze, delle informazioni interne ed esterne, delle tecnologie utilizzate, degli insegnamenti ricavati dalle esperienze precedenti è tale da prevedere che ogni contributo apportato da un collaboratore sia discusso in riunioni periodiche innescando un processo d'implementazione del sistema qualità.

## Gli obiettivi della Qualità
Le finalità di un sistema della qualità applicato al processo edilizio sono:
- Garantire adeguati livelli di qualità nella fase progettuale, provvedendo in tal modo al rispetto delle esigenze del cliente anche in termini di economicità e tempi.
- Tutelare l'Amministrazione dal rischio di contenzioso.
- Tutelare il progettista attraverso un continuo monitoraggio.
- Tutelare le esigenze degli utenti definite nello Studio di Fattibilità e nel Documento Preliminare alla Progettazione.

La stazione appaltante svolge un ruolo strategico all'interno del processo edilizio incidendo sulla qualità finale dell'opera architettonica.
Essa, infatti, oltre a controllare i requisiti formali, garanti del corretto affidamento e svolgimento dell'appalto, diventa verificatrice dei contenuti del progetto. La stazione appaltante controlla l'adeguatezza al quadro esigenziale, normativo e vincolistico, la completezza e la coerenza dei dati informativi e la ripercorribilità delle scelte progettuali al fine di tutelare i propri interessi, ridurre il rischio d'inappaltabilità, e quelli della collettività rispettandone le richieste concordate.

## La Non Qualità
La non qualità, che un processo di progettazione genera, produce disfunzioni e disagi esprimibili in termini di perdite di natura finanziaria che investono tutti gli operatori del processo edilizio, utenza compresa.
Essa può scaturire da disfunzioni provenienti da qualunque fase del processo edilizio.
I difetti delle costruzioni si manifestano come effetti di non qualità della progettazione.
Il progetto architettonico, essendo lo strumento di controllo dell'intero processo edilizio, rappresenterà l'anello debole della filiera processuale.
La relazione annuale dell'Autorità per Vigilanza sui Contratti Pubblici relativi a Lavori, Servizi e Forniture per l'anno 2007 consultabile liberamente al sito www.governo.it/GovernoInforma/Dossier/lavori_pubblici_rela_annuale/Presentazione2007.pdf conferma questa visione.
Gli effetti principali di un progetto qualitativamente non adeguato comportano il ricorso a modifiche e quindi a varianti in corso d'opera, con conseguenti ritardi nell'esecuzione delle opere, lievitazione dei costi e, difetti delle opere realizzate.
Un altro elemento di criticità nella realizzazione di un'opera pubblica  è rappresentato dal bando a base di gara.
Tra le maggiori carenze individuate nel rapporto dell'Autorità di Vigilanza sui Contratti Pubblici ci sono:
- L'erronea formulazione dei requisiti di partecipazione alla gara d'appalto che comporta la selezione di un contraente inadeguato all'opera da realizzare.
- Bandi di gara eccessivamente prescrittivi nella descrizione dei prodotti da impiegare che limitano il ricorso a tecnologie innovative.
- La mancanza di trasparenza e pubblicità dei bandi di gara che altera il numero di partecipanti alla procedura.
- Il pesante apparato burocratico che comporta procedimenti di autorizzazione lenti che condizionano la tempistica programmata per l'intervento.